# Rhytidodus patiens
Rhytidodus patiens är en insektsart som beskrevs av Logvinenko 1983. Rhytidodus patiens ingår i släktet Rhytidodus och familjen dvärgstritar. Inga underarter finns listade i Catalogue of Life.